# WOW WAR TONIGHT REMIXED
『WOW WAR TONIGHT REMIXED』（ウォウ・ウォー・トゥナイト・リミックスド）は、H Jungle with tのリミックス・アルバム。1995年5月24日にavex traxより発売された。

## 解説
- 『WOW WAR TONIGHT 〜時には起こせよムーヴメント〜』のリミックス曲を収録したリミックスアルバム。
- 「ジャングルという音楽ジャンルに奥深く入り込む人の為の入り口」として、レコーディングの段階では20曲のアレンジ違いのバージョンが制作されていた[1]。
- 1996年7月時点での累計売上枚数は28万枚を記録した[2]。
- 2017年9月6日に元々業界用として配布していたアナログ・レコードが復刻発売された[3][4]。
- 現在はアルバムとして扱われているが、発売当時のオリコンチャートでは、1曲6ヴァージョン収録のマキシ・シングル扱いとなり、シングルチャートにランクインしていた。2017年の再発売の際はアルバムチャートにランクインしている。

## 収録内容
| 全作詞・作曲: 小室哲哉、全編曲: 小室哲哉・久保こーじ。 |                                                                                   |          |            |      |
| #                                                      | タイトル                                                                          | 作詞     | 作曲・編曲 | 時間 |
| 1.                                                     | 「WOW WAR TONIGHT 〜時には起こせよムーヴメント〜」(2 Million Mix (Album Version)) | 小室哲哉 | 小室哲哉   | 6:21 |
| 2.                                                     | 「WOW WAR TONIGHT 〜時には起こせよムーヴメント〜」(Club Mix)                      | 小室哲哉 | 小室哲哉   | 7:42 |
| 3.                                                     | 「WOW WAR TONIGHT 〜時には起こせよムーヴメント〜」(H Jungle Mix)                  | 小室哲哉 | 小室哲哉   | 8:05 |
| 4.                                                     | 「WOW WAR TONIGHT 〜時には起こせよムーヴメント〜」(Regga Mix)                     | 小室哲哉 | 小室哲哉   | 6:59 |
| 5.                                                     | 「WOW WAR TONIGHT 〜時には起こせよムーヴメント〜」(Metropolis Mix)                | 小室哲哉 | 小室哲哉   | 6:47 |
| 6.                                                     | 「WOW WAR TONIGHT 〜時には起こせよムーヴメント〜」(MJ Dub)                        | 小室哲哉 | 小室哲哉   | 5:44 |
| 合計時間:                                              | 合計時間:                                                                         | 41:38    |            |      |

### 解説
※収録曲は同一曲のみのため、バージョン名のみ記載する。
1. 2 Million Mix (Album Version)
オリジナルバージョンである「2 Million Mix」の最後がフェードアウトしないバージョン。『第46回NHK紅白歌合戦』出場時など音楽番組で披露する際もこのバージョンを用いた。
2. Club Mix
3. H Jungle Mix
シングルのカップリングに収録されていたものと同一。アナログ盤ではここまでがSide Aとなっている。
4. Regga Mix
5. Metropolis Mix
6. MJ Dub
原曲とは展開が大きく異なり、オリジナルバージョンのラスト部分で使用された松本人志の喋りをメインに進行する。

## クレジット

### 参加ミキサー
- DAVE FORD : (#1 - #4)
- PETE HAMMOND & STEVE HAMMOND : (#5)
- SOUND MAN : (#6)

### レコーディングメンバー・スタッフ
- Produced, All Instruments : 小室哲哉
- Background Vocals : マーク・パンサー, DJ KOO, 久保こーじ
- Chorus : そがともみ, とよだあきえ, いしだまいこ, やまぎしかよ, しばたじゅんこ, まつおあい, はやかわゆか, わたなべともみ, じつもりまさこ
- Synthesizer Programmed : 村上章久
- Recording Engineer : 若公俊広, 根本直明
- Directed : Yasuhiro Myochin
- Mastered : 原田光晴
- Executive Produced : 松浦勝人